# جون أرمسترونغ (سياسي)
جون أرمسترونغ (بالإنجليزية: John Armstrong)‏ هو دبلوماسي وسياسي أسترالي، ولد في 10 يوليو 1908 في أستراليا، وتوفي في 10 مارس 1977 في أستراليا بسبب نوبة قلبية. حزبياً، نشط في حزب العمال الأسترالي. وقد انتخب عضو مجلس الشيوخ الأسترالي ‏ عن دائرة نيوساوث ويلز ‏ (1 يوليو 1938 – 30 يونيو 1962).